# Volker Neumann (Manager)
Volker Neumann (* 11. August 1942 in Berlin; † 10. Mai 2025 ebenda) war Manager und Geschäftsführer der Verlagsgruppe Bertelsmann sowie Direktor der Frankfurter Buchmesse.

## Leben und Wirken
Volker Neumann wurde 1942 in Berlin geboren. Noch während des Zweiten Weltkriegs wurde er von einem Ingenieur und dessen Frau adoptiert. Der Stiefvater fiel in der Endphase des Krieges als Kämpfer des Volkssturms; auch die Stiefschwester wurde während der Flucht der vaterlosen Familie aus dem Riesengebirge ein Opfer der Kriegshandlungen. Bei Kriegsende wohnten Neumann und seine Stiefmutter zunächst im sowjetisch besetzten Ost-Berlin, doch vier Jahre später flohen sie in den von den Westalliierten kontrollierten Westteil der Vier-Sektoren-Stadt, womit sie sich finanziell nicht verbesserten, denn die Neumanns wohnten noch 1949 in einem Luftschutzbunker und litten unter Hunger. Daraufhin entschied sich die Stiefmutter zur Rückkehr in den Ostteil Berlins, wo sie und ihr Stiefsohn von sowjetischen Soldaten verhaftet und einem Verfahren wegen sogenannter „Republikflucht“ ausgesetzt wurden, was aber nur mit einer Geldstrafe geahndet wurde. Volker Neumann litt unter Rachitis mit Tuberkulose-Verdacht und so wurde dem Antrag der Stiefmutter stattgegeben, zwecks Kururlaubs in den Westen zu fahren. Diesmal blieb die Rumpffamilie. Dem Aufenthalt in Bremerhaven folgten zahlreiche Umzüge, bedingt durch die Arbeitssuche der Stiefmutter.
Nach einer Schullaufbahn, die mehr schlecht als recht verlief und abgebrochen wurde, absolvierte Neumann eine Schriftsetzerlehre und besuchte die Werbefachschule in München, wo er seinen Abschluss als Werbefachwirt machte. Anschließend arbeitete er als Setzereileiter in einer Münchener Druckerei. Neben seinem Beruf engagierte sich der Kriegsdienstverweigerer Neumann als Bundesvorsitzender der Deutschen Reformjugend. Von 1974 bis 1978 arbeitete er, inzwischen Vater dreier Söhne, als Leiter der Werbung beim Deutschen Taschenbuch Verlag in München. Dem folgte ein kurzes Engagement als Verkaufschef der Buchverlage der Süddeutschen Zeitung.
1980 wechselte Neumann zum Bertelsmann-Konzern, wo er als Vertriebsleiter des Goldmann Taschenbuch Verlages sehr erfolgreich wirkte: 1982 wurde er zunächst Marketing-Chef bei Goldmann und 1987 stieg er zum Marketingleiter der Verlagsgruppe Bertelsmann auf. Zusammen mit Verleger Klaus Eck führte Neumann den Goldmann Verlag in den 1990er Jahren zur Nummer eins unter den deutschsprachigen Taschenbuchverlagen. Die beiden Kriminalautorinnen aus dem englischsprachigen Raum Elizabeth George und Minette Walters oder auch die deutsche Unterhaltungsschriftstellerin Charlotte Link gehörten zu den Zugpferden.
Der sich durch seine erfolgreiche Arbeit empfehlende Neumann avancierte 1992 zum Geschäftsführer und Sprecher der Bertelsmann Buch AG. Das von ihm und Eck entwickelte Marketingkonzept wurde kontinuierlich auf alle Verlagsprogramme ausgedehnt. 1996 entstand, wieder in Zusammenarbeit mit Eck, zusätzlich das Bertelsmann Taschenbuch, der Btb Verlag, dessen grafischer Auftritt und Markteinführungsstrategie in der Branche bewundert wurden.
Bertelsmann hatte 1998 den US-Konzern Random House übernommen und stieg damit nun auch zum größten englischsprachigen Verlagshaus auf. Aus der Verlagsgruppe Bertelsmann, in der die deutschsprachigen Verlagsaktivitäten des Hauses gebündelt waren, entwickelte sich die neue Verlagsgruppe Random House mit den Standorten München, Berlin, Frankfurt und Wien. Die Bertelsmann Buch AG existierte nicht länger, alle Bertelsmann-Verlagsaktivitäten weltweit wurden unter dem Dach von Random House zusammengeführt. Unter Klaus Eck, dem neuen Vorstandsmitglied und Präsidenten, arbeitete Neumann weiter als Vertriebs- und Marketingleiter.
Im Frühjahr 2002 wurde er nach insgesamt 22 Jahren, die längste Zeit davon als oberster Konzern-Marketingstratege, vom neuen Random-House-Chef Peter Olson überraschend gekündigt. Noch im selben Jahr, im Juli, übernahm Neumann den Direktionsposten der Frankfurter Buchmesse, den er mit Erfolg bekleidete. Vor allem trug er durch sein taktisches Geschick zur Sicherung des Standorts Frankfurt bei, obwohl ihm die zuvor angedrohte Abwanderung der Messe nach München wegen der überteuerten Stand- und Hotelpreise Frankfurts auch erbitterte Kritik eintrug. Zu Neumanns Verdiensten als Buchmessechef gehörte fernerhin unter anderem der Ehrengastauftritt der Arabischen Liga, zu seinen Versäumnissen die spärliche Anwesenheit in Frankfurt, und umstritten war die Popularisierung der Messe durch nicht auf das Fachpublikum, sondern die Öffentlichkeit zugeschnittenes Beiprogramm, das als „Budenzauber“ bezeichnet wurde. Da sein Vertrag zeitlich befristet war und er außerdem die Altersgrenze erreicht hatte, beendete der Messe-Aufsichtsrat des Veranstalters Börsenverein des Deutschen Buchhandels Neumanns Amtszeit am 31. Dezember 2005. Neumann artikulierte darüber seine Enttäuschung und Verbitterung, da er zuvor dem Aufsichtsrat eine Vertragsverlängerung angeboten hatte. Zum 1. Mai 2006 trat er als Mitglied der Geschäftsführung in den Pendo Verlag München/Zürich ein, wo er die Bereiche Marketing und Vertrieb verantwortete. Auch nach seinem Eintritt in den Ruhestand blieb er der Buchbranche verbunden.

## Über Volker Neumann
„Volker Neumann besticht durch physische Präsenz. Kein Leisetreter, vielmehr einer, der mit sonorer Stimme gute Laune verströmt und Leute am liebsten zum Lachen bringt. Seine Bonhomie gleitet nie in Jovialität ab. Er hört gut zu, ist stets bestens informiert, hat begründete Ansichten. […] Der Mann strahlt Autorität und Charisma aus […]. Macht scheut er ebensowenig wie Verantwortung.“